# Novais
Novais ist ein Ort und eine ehemalige Gemeinde (Freguesia) im Norden Portugals.
Novais gehört zum Kreis Vila Nova de Famalicão im Distrikt Braga. Die Gemeinde hatte eine Fläche von 1,45 km² und 1125 Einwohner (Stand 30. Juni 2011).
Am 29. September 2013 wurden die Gemeinden Novais und Ruivães zur neuen Gemeinde União das Freguesias de Ruivães e Novais zusammengeschlossen.